# Nya Kommunpartiet
Nya Kommunpartiet var ett lokalt politiskt parti i Bollebygds kommun bildat inför kommunalvalet 1994 där man erövrade 6 mandat. I valet 1998 fick partiet 17,5% av rösterna och 6 av 31 mandat och blev därmed 3:e största parti i kommunfullmäktige. År 2002 ställde inte partiet upp i valet och det avvecklades 2004.